# Oneone (rivière)
La rivière Oneone  (en anglais : Oneone River) est un court  cours d’eau de la région de la West Coast de l’Île du Sud de la Nouvelle-Zélande.

## Géographie
Elle est localisée au nord-ouest de la ville d’Hari Hari, et atteint la Mer de Tasman au niveau de l’estuaire de son voisin plus au nord, qui est le fleuve  Wanganui.